# Peter Eigner
Peter Eigner (* 13. November 1960 in Wien) ist ein österreichischer Wirtschafts- und Sozialhistoriker.

## Leben
Nach dem Studium (1979–1988) an der Universität Wien Geschichte und Germanistik für das Lehramt an höheren Schulen (Sponsion zum Magister phil. 1988) war er von 1992 bis 1994 Vertragsassistent an der Wirtschaftsuniversität Wien bei Herbert Matis und Dieter Stiefel. Durch diese Tätigkeit lernte er Alice Teichova kennen, die ihn in ihr breites Forschungsnetzwerk aufnahm und der er den Eintritt in die Forschungswelt und viele internationale Kontakte verdankte. Begleitend zur Großausstellung „Traum und Wirklichkeit“ im Wiener Künstlerhaus 1985 arbeitete er eine alternative Stadtrundfahrt aus, die er auch danach noch einige Zeit durchführte. Ebenfalls noch während des Studiums war er eine Zeitlang am Institut für Wirtschafts- und Sozialforschung (IWS) angestellt und für die Herausgabe der zweibändigen Wirtschaftsgeschichte Wiens 1740 – 1938 zuständig. Ab 1994 war er Universitätsassistent am Institut für Wirtschafts- und Sozialgeschichte der Universität Wien, dissertierte (Dr. phil.) 1997 mit einer Arbeit über „Die Konzentration der Entscheidungsmacht. Die personellen Verflechtungen zwischen den Wiener Großbanken und Industrieaktiengesellschaften 1895-1940“ und habilitierte sich schließlich 2001 zum Thema „Wirtschaft und Gesellschaft in Österreich“. 2002 wurde er zum a.o. Professor am Institut für Wirtschafts- und Sozialgeschichte der Universität Wien bestellt. Längere Auslandsaufenthalte führten nach Berkeley (Kalifornien), Florenz und Bologna.
Seine Forschungsschwerpunkte sind Wirtschaftsentwicklung der Habsburgermonarchie 1740–1918, Wirtschafts- und Sozialgeschichte Österreichs 20. Jh., Business History, insbesondere Österreichische Banken- und Industriegeschichte 19., 20. Jahrhundert, österreichisches Wirtschaftsbürgertum 1870–1940, europäische Industrialisierungsprozesse 19. und 20. Jahrhundert. Viele Arbeiten liegen zudem zur Urbanisierung und stadträumlichen bzw. stadtwirtschaftlichen Entwicklung (insbesondere Wiens) im 18., 19. und 20. Jahrhundert vor.

## Schriften (Auswahl)
- mit Andreas Weigl: Außer Streit gestellt. Die Österreichische Postsparkasse als Modell geldwirtschaftlicher Integration Mitteleuropas 1883–1938. Wien 1992.
- mit Franz X. Eder, Andreas Resch, Andreas Weigl: Wien im 20. Jahrhundert. Wirtschaft – Bevölkerung – Konsum. Wien 2003, ISBN 3-7065-1907-0.
- mit Günter Müller: Hungern – Hamstern – Heimkehren. Erinnerungen an die Jahre 1918 bis 1921 (= Damit es nicht verlorengeht. Band 69) Wien / Köln / Weimar 2017, ISBN 978-3-205-20656-9.
- mit Andreas Resch, Helmut Falschlehner: Geschichte der österreichischen Privatbanken. Wiesbaden 2018, ISBN 978-3-658-20125-8.
- Die Finanzpolitik des Roten Wien. In: Das Rote Wien 1919-1934. Ideen, Debatten, Praxis. Katalog Wien Museum zur 476. Sonderausstellung. Basel 2019.
- mit Alfred Paleczny: Die Gründung der Ersten Österreichischen Sparcasse. Eine Nachbetrachtung. In: Wiener Geschichtsblätter. 1/2020, S. 1–25.
- mit Andreas Weigl: Sozialgeschichte Wiens 1740-2020. Transformation des Raums, Inklusion und Exklusion, Außensicht und Mobilität. Innsbruck / Wien 2022, ISBN 978-3-7065-6209-6 (darin: Transformationen eines Stadtraums: Wien 1740–2020).
- Die Wittgensteins. Geschichte einer unglaublich reichen Familie. Wien/Graz 2023, ISBN 978-3-222-15082-1.